# Getúlio de Roma
São Getúlio, esposo de Santa Sinforosa,  foi um oficial romano que serviu como tribuno militar na Roma Antiga. Ele é venerado como santo pela Igreja católica porque se converteu ao Cristianismo e preferiu ser morto como mártir cristão  a apostatar da fé cristã. 

## Etimologia
Getúlio é um etnônimo. Os getúlios, (na língua latina Gaetuli), foram o povo da Getúlia. Embora os antigos romanos os denominassem assim, é inconclusivo se os próprios getúlios se auto-nominavam desta forma. A etimologia rastreia o nome até o grego antigo Γαίτουλοι (Gaítouloi) (queira ver: wikt:Γέτης; wikt:Gaetuli), talvez sendo uma Wanderwort (palavra errante) embora E. F. Gauthier (1952, p. 246) e F. Cheriguen (1987, p. 9) estabeleçam que Gaetuli, Guedalla, Gueddala e Aguelliduma são um só e mesma palavra bérbere para rei.. Em 6 d.C o general romano Cosso Cornélio Lêntulo apôs-se a si mesmo o agnome Getúlio depois de ter vencido uma guerra contra os getúlios. Foi a partir deste momento que muitos romanos escolheram para seus filhos o nome Getúlio em homenagem ao bravo general. Foi por essa razão que os pais de São Getúlio o nominaram assim..

## Hagiografia
São Getúlio nasceu na cidade de Gábios, na Sabina, uma cidade antiga na Via Prenestina por volta do ano 80 d.C. e lá foi martirizado junto com Amâncio, Cerealo e Primitivo na época do imperador Adriano.
De acordo com a tradição, no relato da sua Passio, ele e seu irmão Amâncio ocuparam uma alta posição no exército romano, como tribuno, mas depois de ouvirem a pregação cristã, converteram-se, e se retiraram para sua propriedade rural perto de Tivoli e lá fundaram uma comunidade cristã. 
O comissário imperial Cerealo foi então enviado a ele para interrogá-lo por causa de sua crença. No entanto, Cerealo foi convertido por Getúlio e Amâncio ao ouvi-los testemunhar Jesus Cristo, pregando com desenvoltura o esplendor da verdade do cristianismo. O Papa Sisto I realizou o batismo dos Cerealo em uma cripta. 

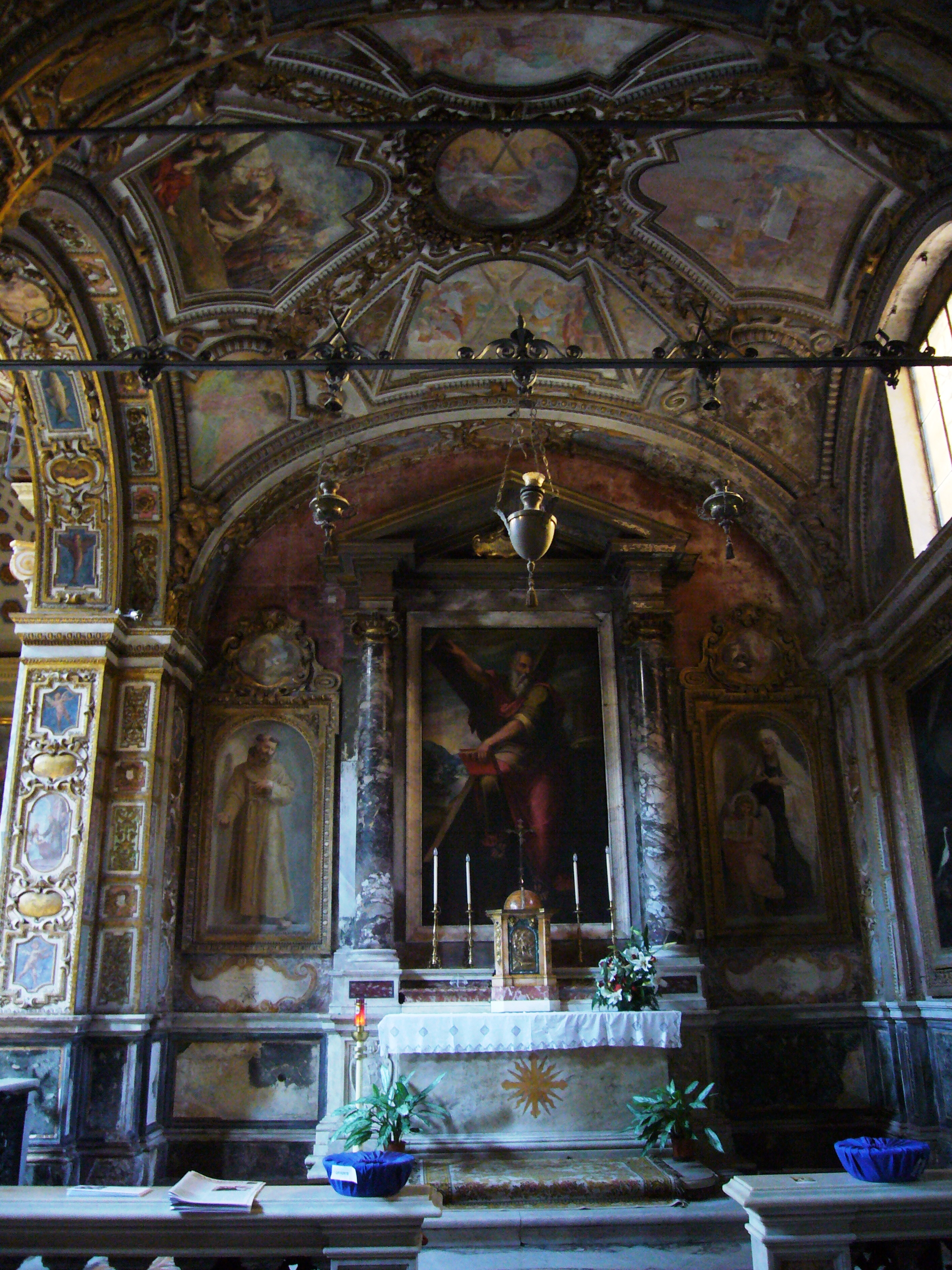
Interior da Igreja de Santo Ângelo em Pescheria, em Sant'Angelo, às margens do Rio Tibre. Sob o altar-mor estão as relíquias de São Getúlio. A Igreja foi construída pelo Papa Bonifácio II no ano 530 em honra de São Paulo Apóstolo mas no século VIII foi consagrada a São Miguel Arcanjo

Enquanto isso, a ausência de Getúlio na administração do imperador Adriano não passou despercebida e o fiscal imperial Vicêncio finalmente soube da conversão de Cerealo e relatou à corte de Adriano. Um certo Licínio foi então enviado a Gábios para prender os cristãos. Além de Getúlio, Amâncio e Cerealo, foi preso também Primitivo, um segundo oficial enviado para prendê-lo mas que se convertera à verdadeira fé.
Após 27 dias de prisão, Licínio entregou os quatro cristãos a duas duras provas: os quatro foram brutalmente açoitados e amarrados em estacas e queimados vivos. Como as chamas não conseguiam ferir os condenados, eles foram espancados com paus e decapitados depois de terríveis torturas.
De acordo com o Martirológio Romano, São Getúlio foi morto na Via Salária e sua esposa, junto de seus sete filhos e dos demais cristãos da comunidade, recolheram os restos mortais dos santos mártires e os sepultaram em sua propriedade, nas terras da família, num arenário (arenarium), em um lugar chamado Capris, ao longo do curso superior do rio Tibre, começando ali um culto de veneração dos mais antigos da era cristã.
Seus restos mortais hoje repousam na capela dos santos Gaudêncio e Eusébio, em Gambolò, cidade da qual é padroeiro desde 1672. Parte das suas relíquias, porém, estão localizadas em Roma, sob o altar-mor da igreja de Sant'Angelo in Pescheria.
Getúlio é venerado juntamente com Amâncio (Amancius), Cerealo (Caerealis) e Primitivo (Primitivus), como mártir e santo. Getúlio é um nome que significa "da gente dos Getulos", que era uma tribo do Norte da África

### Sete Mártires
Os sete filhos deles (que não devem ser confundidos com os sete filhos de Santa Felicidade) são indicados pelo nome. De acordo com a legenda deles, cada um sofreu um tipo de martírio. Crescêncio foi perfurado na garganta, Juliano, no peito, Nemésio, através do coração, Primitivo foi ferido no umbigo, Justino, nas costas, Estrateu, no flanco, e Eugênio foi partido ao meio, da cabeça aos pés.

## Devoção

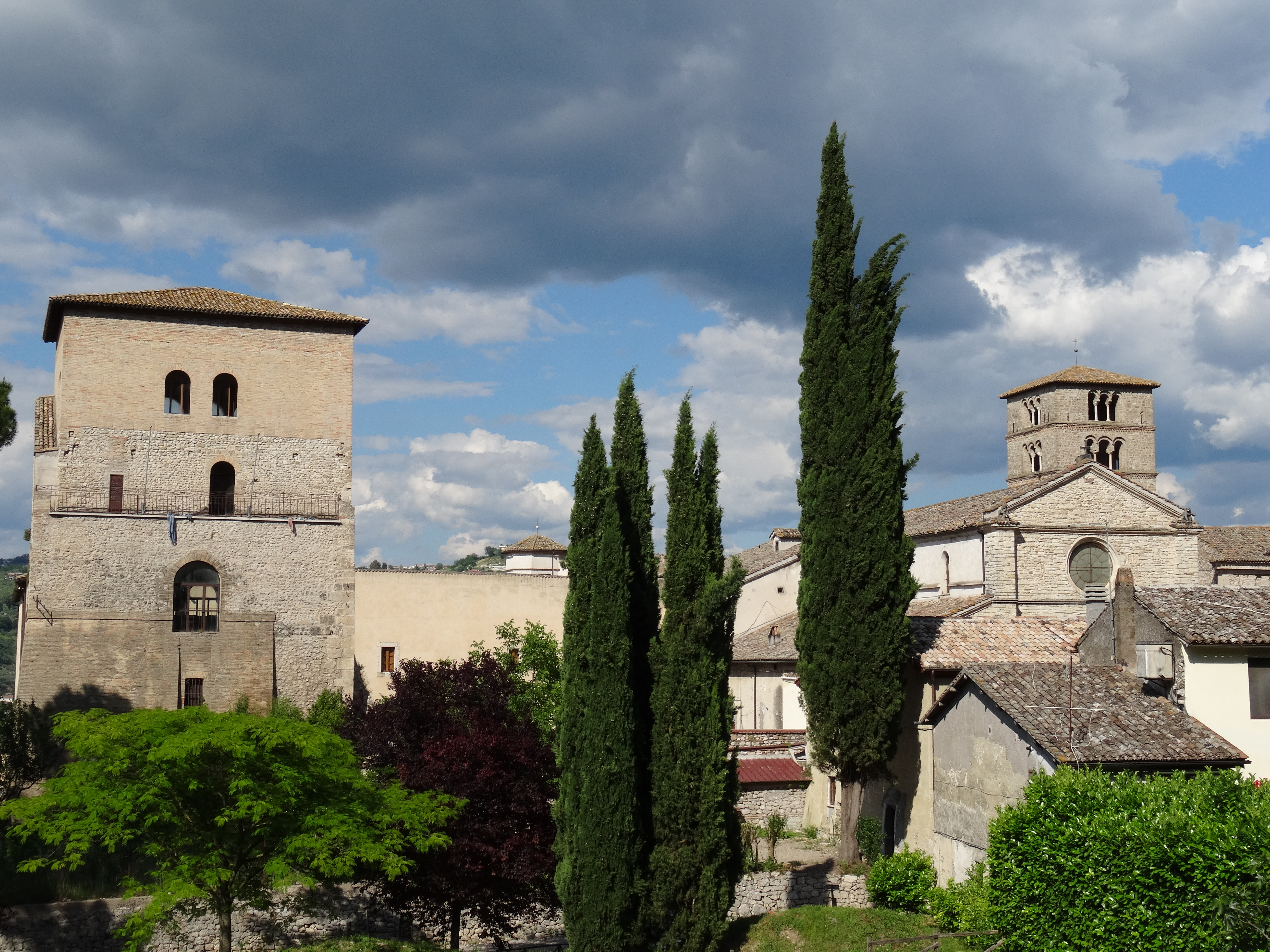
Abadia de Farva, no Lácio, para onde o Abade Pedro transladou algumas relíquias em 867

O martirológio de Ado de Vienne, do ano 869 reza em latim: "...consumati sunt beati Martyres Gethulii in fundo Capriolis, viam Salariam, ab urbe Romam, plus minus miliario decimotertio, supra flumium Tiberim, in partem Savinensium". Por Capriolis, viam Salariam, Ado se refere a um local no Rio Tibre que na Idade Média passaria a ser conhecido como Corte di San Getulio (hoje parte do Montopoli di Sabina), por causa de uma igreja que fora construída ali para abrigar algumas das relíquias dos santos. Em 846 Muhammad I ibn al-Aghlab saqueou no Raide árabe contra Roma (846) a Antiga Basílica de São Pedro e a Basílica de São Paulo Extramuros. Os muçulmanos voltaram no verão de 849 para subjugar de vez a cidade, mas o Papa Leão IV saiu a campo para guerreá-los. Com o clima tenso e temendo a profanação do corpo de São Getúlio pelos sarracenos, em 867, o abade Pedro de Farfa transladou as relíquias para a Abadia de Farfa numa cerimônia solene. Posteriormente voltaram a estar em Santo Ângelo em Pescheria
As relíquias de sua esposa, Santa Sinforosa, e as de seus sete filhos foram transferidas para a igreja de Santo Ângelo em Pescheria pelo papa Estêvão II em 752 d.C. Um sarcófago foi encontrado lá em 1610, confirmando a identificação desta família romana de mártires paleo-cristãos. Na tábua de bronze encontrada pelo Cardeal Barônio, estava a inscrição: "Hic requiescunt corpora SS. Martyrum Simforosae, viri sui Zotici (Getulii) et Filiorum ejus a Stephano Papa translata." (Aqui descansam os veneráveis corpos dos santos mártires Sinforosa, a fiel esposa de Getúlio, e seus queridos filhos, transladados por nosso Senhor o Papa Estêvão). As relíquia já tinham sido colocadas numa urna de vidro durante o pontificado do papa Pio IV em 1560. Algumas foram levadas pelos jesuítas para a Índia e o Reino da Espanha em 25 de junho de 1572. Em 1584, parte das relíquias foi doada pelo papa Gregório XIII aos jesuítas e estão hoje numa capela perto de Villa d'Este. Em 26 de setembro de 1587, para evitar que elas ficassem demasiadamente dispersas, Maria Perbenedetti, governador de Roma, trancou as relíquias remanescentes em Santo Ângelo num sarcófago de mármore. Este mesmo sarcófago também preserva as relíquias de Ciro e João.